# Giro di Lombardia
Giro di Lombardia je cestovna biciklistička utrka koje se održava u Italiji, regija Lombardija. Prvo izdanje utrke održalo se 1905.g. pod nazivom Milano-Milano, a od 1907. održava se pod današnjim imenom. Prvi pobjednik je bio Giovanni Gerbi, a poznati talijanski biciklist Fausto Coppi drži rekord s ukupno pet pobjeda. 
Utrka se održava sredinom listopada, a mjesto održavanja kroz povijest često se mijenjalo, tako je npr. 2004. utrka počela u Švicarskoj. Najpoznatiji i najzahtjevniji dio utrke je uspon Madonna del Ghisallo. 